# Uruguay-Canyon
Koordinaten: 69° 50′ S, 33° 51′ W
Der Uruguay-Canyon ist ein Tiefseegraben inmitten des antarktischen Weddell-Meers.
Benannt ist er in internationaler Abstimmung. Als mögliche Namensgeber kommen der südamerikanische Staat Uruguay für dessen wissenschaftliche Aktivitäten in der Antarktis oder die Korvette Uruguay in Frage, Rettungsschiff der Schwedischen Antarktisexpedition (1901–1904).